# 콜로라도스프링스 스카이삭스
콜로라도스프링스 스카이삭스(Colorado Springs Sky Sox)는 미국 콜로라도주 콜로라도스프링스를 연고지로 했던 마이너 리그 베이스볼 팀이다. 팀 색깔은 빨강과 흰색, 네이비 블루였다. 퍼시픽 코스트 리그(PCL)에 속해 있었으며, 메이저 리그 베이스볼 팀 밀워키 브루어스의 트리플 A 팜 팀이었다. 1992년과 1995년에 PCL 우승을 차지했다.